# 韦里塔山
韦里塔山（義大利語：Monte Verità，意为“真理之山”）是瑞士提契诺州阿斯科纳的一座山丘，高321（1,053英尺）。自20世纪初以来，曾有许多不同的乌托邦和文化的活动或社团立足于此。在生活改革运动期间，此处开始成为热门目的地。

## 历史
1900年，一个安特卫普商人的儿子亨利·乌登科芬和他的伴侣伊达·霍夫曼买了阿斯科纳的一座山，建立了韦里塔山素食者合作聚落。聚落最初按照原始社会主义的原则建立，但以后拥护素食主义，并且开办韦里塔山疗养院，一处日光浴设施。
居民们"憎恶私有财产，实行严格的道德规范、素食和裸体，并拒绝婚姻和服装。
无政府主义医生拉斐尔·弗里德贝格于1904年迁往阿斯科纳，并吸引许多其他无政府主义者到该地区。被这座山吸引的艺术家和其他名人包括赫尔曼·黑塞、卡尔·荣格、埃里希·玛利亚·雷马克、斯特凡·格奥尔格、伊莎多拉·邓肯、保羅·克利、鲁道夫·施泰纳、恩斯特·托勒爾、亨利·范德费尔德、埃里希·米萨姆等人。

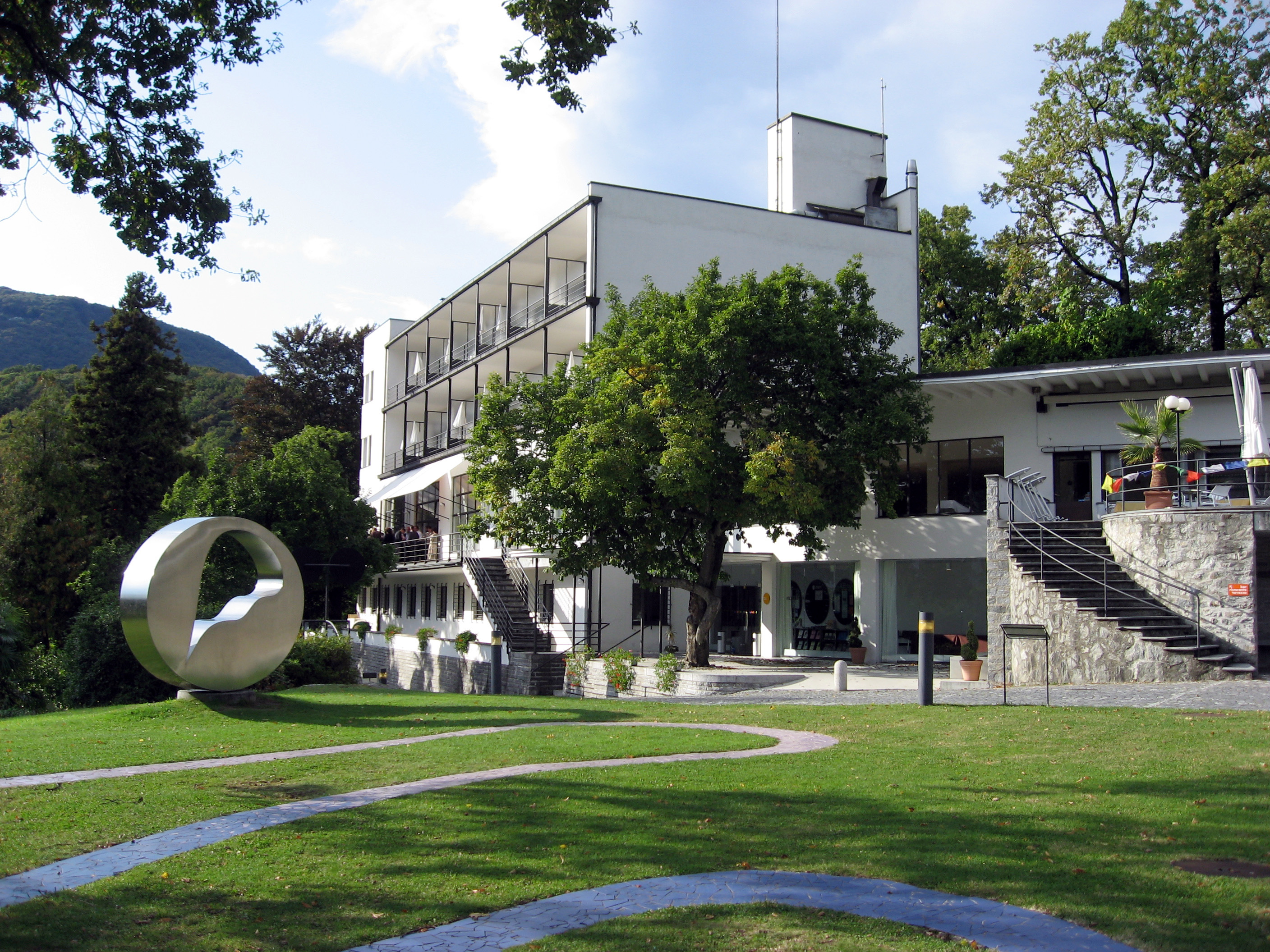
现代主义风格的酒店

从1913年到1918年，鲁道夫·冯·拉班在韦里塔山开办“艺术学校”。1917年，东方圣殿骑士团团长特奥多尔·罗伊斯召开会议，包含许多主题，包括没有民族主义的社会、妇女权利, 神秘共济会，以及作为艺术、仪式和宗教的舞蹈。
从1923年到1926年，韦里塔山开设酒店。1926年由男爵爱德华·冯德海特获得。第二年，建造一个新的现代主义风格的酒店。1964年冯德海特逝世，此处遂成为提契诺州的财产。

## 现状
韦里塔山目前拥有苏黎世联邦理工学院会议中心Centro Stefano Franscini，以及一个包括三座建筑的博物馆: Casa Anatta，一个平顶的木建筑，用作素食聚落的总部，现在展出聚落的历史；Casa Selma，一个小型建筑，曾为日光浴疗养院；和全景画所在的建筑。这座小山也是一个茶园和日本茶馆的所在地。